# ヘレンド
ヘレンド（Herend, Herendi pocelánygyár）は、磁器製のテーブルウェア、置物、人形、インテリア小物、ホームアクセサリーなどをデザイン・生産・販売しているハンガリーの企業、及び商品ブランド。

## 歴史
1826年に、ハンガリーの首都ブダペストから車で2時間のところにある静かなヘレンド村で、ショプロン出身のヴィンツェンツ・シュティングル（Vinzenz Stingl, またはシュティングル・ヴィンツェ・フェレンツ Stingl Vince Ferenc）により創業。以前から焼き物の盛んだったこの地帯は、16世紀からマヨルカ陶器の産地としても知られているが、シュティングルは質の高い磁器生産に向けて試行し、その事業を1839年に引き継いだタタ出身のフィッシェル・モール（ハンガリー語: Fischer Mór、オーストリア: Moritz Fischer von Farkasházy モーリッツ・フィッシャー）が発展させ現在の基礎を築く。そのころヘレンドの顧客はハンガリーの貴族たちであったが、18世紀の磁器コレクションの補充をヘレンドに依頼し、そのため磁器製品の高い技術や芸術性をヘレンドが獲得し、以後新作を発表してゆくことになる。1842年にはヘレンド磁器製造所として帝室・王室御用達と承認され、皇帝フランツ・ヨーゼフ1世の庇護を受ける。
ヘレンドの名声を世に知らしめたのは、当時各国で行われた世界万国博覧会の舞台だった。フィッシャーは新しく自社製品のデザインを次々に世に送り出したが、世界初の1851年のイギリスロンドン万国博覧会ではヴィクトリア女王がウィンザー城のためにディナーセットをヘレンドに注文した。中国風の絵柄に蝶の舞うデザインは一般にも販売され、以後「クイーン・ヴィクトリア」シリーズと呼ばれ大変流行した。1853年にはアメリカのニューヨーク産業展示会へ出展。また1867年のパリ万国博覧会ではナポレオン3世の皇妃ウジェニーがインドの華のディナーセットを購入、ヨーロッパ貴族の間でヘレンドの作品はブランドとして広まった。
フィッシャーは1866年にはハンガリー産業への貢献を認められ、貴族モーリッツ＝フィッシャー・フォン・ファルカシュハージ（Moritz Fischer von Farkasházy, Farkasházi Fischer Mór）として称号を与えられた。また、1896年ハンガリーの建国1000年の祝賀の際に活躍貢献した孫のイェノー・ファルカシュハージー（Jenő）が経営を受け継ぎ、ヘレンドの名は世界的に広まり続けた。
1926年にイェノーが他界してからは、アンドラーシュ伯爵（Count András）とエステルハージ・モーリツ伯爵（Count Móric Eszterházy）が経営。ヘレンドは20世紀に入り工場の施設等を新装、美術館の併設など発展を遂げるが創業以来の伝統を重んじ、ハイクォリティーな手作り・手描きの磁器を現在も作り続けている。

### 代表絵柄
- ヴィクトリアシリーズ
- インドの華
- ウィーンの薔薇
- アポニー・シリーズ

### ギャラリー
- ウィーンの薔薇シリーズ。
この絵柄はウィーン窯で製作されていたが皇帝の命によりヘレンドが引き継いだ絵柄。
- シノワズリ ポワッソン・シリーズのシュガーポット。
中国の「魚藻文」をデザイン化。
取っ手はマンダリン（官吏）と呼ばれる唐子。
- シノワズリ 明の宮女・シリーズ。
ドルフィンの飾り蓋付きベース。

### 文化活動
- ヘレンド社及び、ヘレンド日本総代理店星商事株式会社は、地中海学会において、若手研究者奨励のためのヘレンド賞の支援をしている[1]。